# Chenillé-Changé
Chenillé-Changé är en kommun i departementet Maine-et-Loire i regionen Pays de la Loire i nordvästra Frankrike. Kommunen ligger i kantonen Châteauneuf-sur-Sarthe som tillhör arrondissementet Segré. År 2018 hade Chenillé-Changé 131 invånare.

## Befolkningsutveckling
Antalet invånare i kommunen Chenillé-Changé
| Referens: INSEE |